# Basisschool Delta
Basisschool Delta is een school voor basisonderwijs in Oud-Turnhout.
De katholieke basisschool werd in 1902 door een zusterorde ingericht op vraag van de toenmalige plaatselijke pastoor Hermans. De eerste lessen voor de plaatselijke meisjes werden gegeven in het klooster, maar al in 1906 werden vier aparte klaslokalen gebouwd. De school groeide snel en nieuwe lokalen werden in 1919, 1930, 1939 en 1950 bijgebouwd. De zusters waren ook de eerste leerkrachten.
Tijdens de Tweede Wereldoorlog werden de schoolgebouwen opgevorderd door de Duitse bezetter en verbleven er soldaten. Na de oorlog organiseerden de zusters ook nog een aanvullende Familiale Beroepsschool van 1960 tot 1986. Het aantal zusters liep nadien terug tot zelfs het klooster werd opgeheven en het schoolteam volledig uit leken bestond.
In 1989 werd gekozen voor een naamswijziging en werd voor de naam basisschool Delta gekozen, en sinds die datum werd de vroegere meisjesschool ook een school voor gemengd onderwijs.